# Euthlastoblatta beckeri
Euthlastoblatta beckeri är en kackerlacksart som beskrevs av Guilherme A.M.Lopes och de Oliveira 2005. Euthlastoblatta beckeri ingår i släktet Euthlastoblatta och familjen småkackerlackor. Inga underarter finns listade i Catalogue of Life.